# صدام الملوك
صدام الملوك (بالإنجليزية: A Clash of Kings)‏ هيَ الجُزء الثاني من سلسلة روايات الفانتازيا الملحميّة أغنية الجليد والنار من تأليف الكاتب الأمريكيّ جورج ر. ر. مارتن، صَدرت لأوّل مرّة في 16 نوفمبر 1998 في المملكة المتحدة، أمّا في الولايات المتحدة فقد صَدرت مُتأخّرة حتى مارس 1999. تَستَكمِل الرواية أحداثَ الجُزءِ السابِق حيثُ تُركّز على آل ستارك وما آل بِهم الحال بعدَ مَقتل قائِدهم وكبيرِهم ووالِدهم نِد ستارك، وتُركّز كذلك على الحُروب الدائِرة في القارّة بعدَ موتِ الملك روبرت باراثيون ومَعرفَة أنّ ابنَه جوفري لا يَحقّ له المُلك، كما تسرُد أحداثَ الحَرس الليليّ للتحقيق في أمر الهَمج، في حين أن دينريس تارغاريان تواصِل مَسعاها لاستعادَة العَرش.
نالَت الرواية شُهرةً واسِعة وتُرجِمت لأكثَر من 30 لُغة حولَ العالم، وصدرت النُسخة العربيّة من الرواية في نوفمبر 2016 من ترجمة هشام فهمي لصالح دار التنوير. وقد بُني الموسِم الثاني من مُسلسل صراع العروش على هذا الجُزء. وكَسابِقتها لعبة العروش، فازَت هذه الرواية بجائِزة لوكس لأفضل رواية ورُشِّحت لجائِزة السديم.

## مُلخّص الأحداث
هو الكتاب الثاني من سلسلة أغنية الجليد والنار، وهذه الأنشودة تتكون من جزئين، سلسلة الخيال والفنتازيا من تاليف الكاتب الأمريكي جورج مارتن.
في صدام الملوك يستمر مارتن من حيت توقفت القصة في لعبة العروش. تعاني الممالك السبع من الحرب الأهلية، وتقوم ساعة حامل الحراسة الليلية بتثبيت قوة استطلاع شمال الجدار، وفي الشرق البعيد، تواصل داينريز تارغارين سعيها للعودة إلى الممالك السبع والمطالبة بحقها الطبيعي.
يحاول روب ستارك، ملك الشمال، تأمين تحالف مع جزر الحديد عن طريق إرسال ثيرون جريجوي للتفاوض، وهو جناح من عائلة ستارك الذي كان بمثابة شقيق لروب. ومع ذلك، فإن ثيون ينقلب ضد ستاركس، الذي أبقاه في وينترفيل ضد إرادته، ولا يرفض جريجوي عرض روب فحسب، بل يهاجم الساحل الغربي للشمال. في وينترفيل، غاضب بران ستارك الشاب عندما بقي في منصبه. في أحلامه، يسكن جسد الذئب الصيف. يصل جوجين و مييرا رييد إلى وينترفيل، والروابط الثلاثة حول قوى جوجين و بران الخارقة للطبيعة. ثم هاجم ثيون المجيد وينترفيل، فاستول على بران وريكون كرهائن. يتظاهر بقتل بران وريكون، مما يثير اشمئزاز الجميع. يفتقر ثيون إلى الرجال ويدخل في تحالف مع مجموعة بقيادة رامزي بولتون. تتحول هذه المجموعة إلى ثيون، وتأخذه أسيرا، وتهلك وينترفيل. يهرب بران وهودور وريدز من وينترفيل ويتوجهون إلى الجدار، حيث سيواصل جوجين تدريب بران الغامض. وشا يأخذ ريكون جنوبا.

### تطورات الشخصيات الرئيسية
في "صدام الملوك"، يشهد تطور الشخصيات ظهور تعقيدات جديدة في العلاقات والصراعات التي يواجهها الأبطال:
- في الشمال، يواجه روب ستارك تحديات كبيرة نتيجة خيانة ثيون جريجوي، الذي كان يعتبر عضو في عائلة ستارك، حيث ينقلب ضدهم ويهاجم الشمال. في الوقت نفسه، يكتشف بران ستارك قدراته الخارقة ويبدأ في تعلم كيفية استخدامها بمساعدة مييرا وجوجين رييد، اللذين يقدمان له التدريب في هذا المجال.
- ثيون جريجوي، الذي نشأ في وينترفيل وكان يعتبر جزء من عائلة ستارك، يهاجم وينترفيل ويمارس خيانة مروعة ضد الأسرة التي رباها. بعد فشله في التفاوض مع روب ستارك، يقرر الانقلاب ضد الجميع ويتحالف مع رامزي بولتون، مما يؤدي إلى نتائج كارثية تضر بالمستقبل السياسي والعسكري في الشمال.
- في الجهة الأخرى، تواصل داينريز تارغارين سعيها لاستعادة العرش الحديدي الذي فقدته عائلتها. تقود داينريز جيوش من العبيد المحررين، مما يجعلها تهديد متزايد على الممالك السبع، حيث تواصل بناء قوتها في قارة إيسوس استعداد لاستعادة مملكتها.[5]

### التحليل والتأثيرات
يمثل "صدام الملوك" تطور كبير في أحداث سلسلة "أغنية الجليد والنار"، حيث يركز جورج ر. ر. مارتن على الصراعات الداخلية والخارجية التي يواجهها الأبطال في عالم مليء بالخيانة والطموحات السياسية. كما يسلط الضوء على التحديات الشخصية التي يواجهها كل من بران، آريا، روب وداينريز، كل منهم في سعيه لتحقيق أهدافه الخاصة، سواء كانت الانتقام، البقاء على قيد الحياة، أو استعادة الحق الشرعي في السلطة.

## الشخصيّات
يَروي كُلّ فَصلٍ وجهَة نَظرٍ مُختلِفة عن الأخرى، ويتّتبع الكِتاب مَسارات تِسع شخصيّاتٍ رئيسيّة، وعناوين الفُصول تُمثّل رؤى الشخصيّات.
- المُقدّمة: المايستر كرسن، وهو مايستر في جزيرة صخر التنين.
- تيريون لانستر: الأخ الأصغر للتوأم سيرسي وجايمي لانستر وهُما أبناء اللورد تايوين لانستر.
- ليدي كاتلين ستارك: زوجَة نِد ستارك.
- دافوس سيوورث: وهوَ مُساعِد المَلك ستانِس براثيون، ومشهورٌ أيضاً باسم فارِس البصل.
- سانزا ستارك: البِنت الكُبرى لنِد ستارك وكاتلين ستارك.
- آريا ستارك: البِنت الصُغرى لنِد ستارك وكاتلين ستارك.
- بران ستارك: الابن الثاني لنِد ستارك وكاتلين ستارك.
- جون سنو: الابن الغير شرعي لنِد ستارك ستارك.
- ثيون جرايجوي: أسيرُ حربِ تربّى في منزِل آل ستارك وهوَ ابن قائِد جُزر الحديد.
- دنيرس تارجارين: وهيَ ابنة المَلك المخلوع التي تَطمح لاستعادَة العَرش.

## النُسَخ

### النُسخَة العربيّة
بعدَ أن تمّ الإعلان عن البدء في ترجمة الرواية الأولى من السلسلة لعبة العروش، وبعدَ صدورِها في نوفمبر 2015، أعلَن المُترجم هشام فهمي عن نيّته في ترجمة باقي أجزاء السلسلة. وعَكف هشام فهمي على ترجمتها حتّى صدرت رسميّاً في نوفمبر 2016 أي بعدَ سنة كاملة من صدور الجُزء الأوّل مُترجَماً. وبسبب حجم الرواية الضخم، تمّ تقسيمها إلى جُزئين اثنين يُباعا معاً حُزمَةٍ واحدة في عدد صفحاتٍ بلغت الـ1055 صفحة في النسخة العربية.

## الجوائِز والترشيحات
- جائزة لوكس – أفضل رواية خياليّة (فوز) – 1999.
- جائزة السديم – أفضل رواية (ترشيح) – 1999.
- جائزة إغنوتس – أفضل رواية أجنبيّة (فوز) – 2004.